# 팀 귀니
팀 기니(영어: Tim Guinee, 영어 발음: /ˈɡɪni/, 1962년 11월 18일 ~ )은 미국의 배우이다.

## 출연 작품
- 해리엇 (2019) - 토마스 개럿 역
- 애쉬 (2019)
- 벤 이즈 백 (2018) - 필 역
- 어바웃 스카우트 (2015)
- 외팔이 (2014)
- 라스트 홈 (2014)
- 더 파든 (2013)
- 저스트 라이크 어 우먼 (2012)
- 프라미스드 랜드 (2012)
- 레볼루션 (2012)
- 마더스 하우스 (2011)
- 오렌지 (2011)
- 워터 포 엘리펀트 (2011)
- 버디 스토리 (2010)
- 사이러스 (2010)
- 아이언맨 2 (2010)
- 피파 리의 특별한 로맨스 (2009)
- 윙드 크리처스 (2008)
- 스타게이트 - 진실의 상자 (2008)
- 아이언맨 (2008)
- 시네도키, 뉴욕 (2007)
- 브로큰 잉글리쉬 (2007)
- 더 셔블 (2006)
- 로스트 룸 (2006)
- 스윗 랜드 (2005)
- 엘비스(영어판) (2005)
- 홀 인 원 (2004)
- 래더 49 (2004)
- 퍼스널 벨로시티 (2002)
- 임포스터 (2001)
- 멋진 신세계 (1998)
- 슬레이어 (1998)
- 블레이드 (1998)
- 블랙 레이디 (1997)
- 릴리 데일 (1996)
- 커리지 언더 파이어 (1996)
- 서부 대탈출 (1995)
- 듀크 오브 그루브 (1995)
- 사관과 신사 (1995)
- 아메리칸 퀼트 (1995)
- 블랙 데이 블루 나이트 (1995)
- 결혼의 선물 (1994)
- 붉은 전사 (1994)
- 그 남자의 방 그 여자의 집 (1993)
- 하늘과 땅 (1993)
- 블루 노트(영어판) (1991)
- 사랑의 울타리 (1991)
- 와이즈가이 (1987)
- 타이판 (1986)

### 텔레비전
- 퍼슨 오브 인터레스트 (2011)
- 라이 투 미 1 (2009)
- 고스트 위스퍼러 시즌1 (2005)
- LA 로 (1986)
- 홈랜드 시즌3 (2013)